# Panteón de Quijano
El panteón de Quijano o parque de Santa Teresa está situado en el interior de la plaza de Santa Teresa, en el barrio de San Antón de la ciudad de Alicante (España).
Es obra del arquitecto Francisco Morell y Gómez y fue construido entre 1855 y 1857 por el Ayuntamiento de Alicante en memoria de Trinitario González de Quijano, gobernador civil de la ciudad, natural de Guetaria y considerado un héroe por su actuación humanitaria durante la epidemia de cólera de 1854.

## Descripción

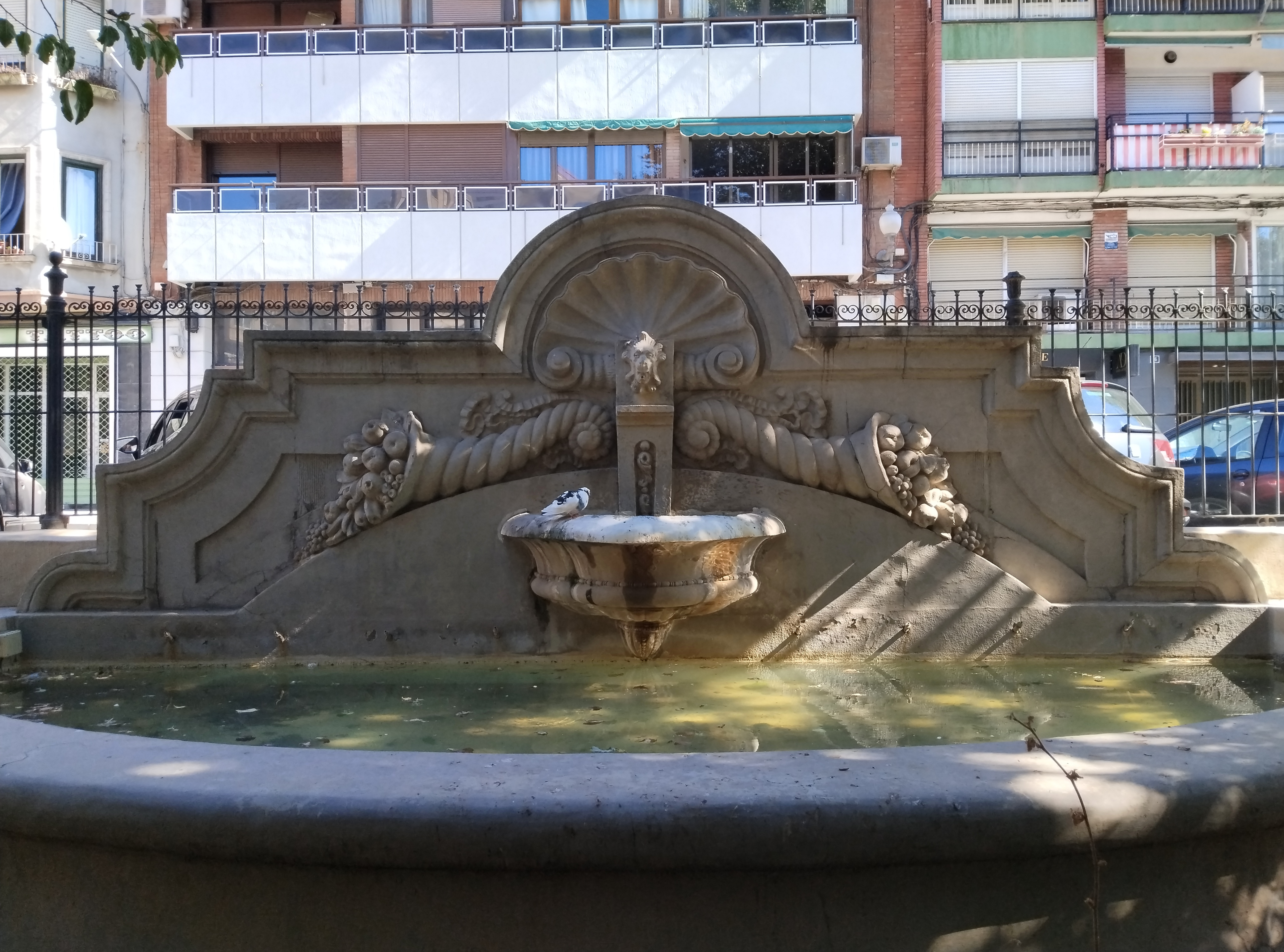
Fuente del parque

El espacio se encuentra delimitado por una cerca de hierro, y se accede a través de una escalinata hoy retranqueada. Dispone en su parte central de un monumento funerario o panteón dedicado al gobernador Quijano, compuesto de un gran obelisco con cuatro grupos escultóricos, rodeado de jardines de tipo romántico. Junto al monumento se halla la denominada gruta romántica, que el ayuntamiento rehabilitó en 2011 para ponerla en valor tras ser usada durante años como almacén de jardinería. En el fondo del parque, se encuentra una fuente con balsa y una alberca, ambas artificiales; la balsa está decorado con una cornucopia y la alberca, de menor tamaño, con una pareja de ranas.
La vegetación de este parque consta de araucarias, olmos, grevilleas, bouganvillas, aligustres, lantanas y aves del paraíso.